# Marek Edelman
Marek Edelman (født 1. januar 1919, 1921 el. 1922 i Homel, Hviderusland, død 2. oktober 2009 i Warszawa) var en polsk samfundsaktivist, kardiolog, tidligere medlem af Frihedsunionens politiske råd. I sine senere år var han medlem af Demokratiske Parti – demokraci.pl.
Kort efter fødslen flyttede forældrene til Warszawa. Under 2. verdenskrig var han medlem af det jødiske arbejderparti Bund og i 1942 medstifter af den Jødiske Kamporganisation.  (ŻOB) Edelman deltog i Ghettooprøret i Warszawa, og efter Mordechaj Anielewicz' død var han den eneste tilbageværende leder af ŻOB under kampene. Han deltog i Warszawaopstanden i 1944. Efter krigen bosatte han sig i 1946 i Łódź, hvor han var æresborger.
I 1998 modtog han Den Hvide Ørns Orden.